# 1970年至1971年香港甲組足球聯賽
1970–71年香港甲組足球聯賽（英語：Hong Kong First Division Football League），是第 60 屆香港甲組足球聯賽，本屆聯賽共有 14 隊參賽球隊，冠軍是香港流浪，他們以 26 場 17 勝 5 和 4 合共取得 39 分。香港流浪隊第 1 次贏得港甲冠軍。

## 外部連結
- 香港足球總會官網（页面存档备份，存于）
- 香港甲組足球聯賽 歷屆冠軍（页面存档备份，存于）